# Helegiu
Helegiu település és községközpont Romániában, Moldvában, Bákó megyében.

## Fekvése
A DN11-es út mellett, Balanyásza déli szomszédjában fekvő település.

## Története
Községközpont, 4 falu: Brătila, Deleni, Drăgugești és Helegiu tartozik hozzá.
A 2002-es népszámláláskor 7291 lakosának 95,84%-a román, ebből 95,62% görögkeleti ortodox volt.
A 2011-es népszámlálás alkalmával 6567 lakosa volt.